# Jonathan Lasker
Jonathan Lasker (* 1948 in Jersey City, New Jersey) ist ein US-amerikanischer Künstler.

## Lebenslauf
Jonathan Lasker studierte 1975–1977 an der School of Visual Arts, New York und wechselte 1977 an das California Institute of the Arts, Valencia, CA. Seit 1981 nimmt er an Gruppenausstellungen in Galerien und Museen in den USA und Europa teil; seit 1981 hatte er auch erste Einzelausstellungen, darunter eine größere Retrospektive 1997/1998 in der Kunsthalle Bielefeld, im Stedelijk Museum in Amsterdam und im Kunstverein St. Gallen; zuletzt (2003) eine große Einzelausstellung in der Kunstsammlung Nordrhein-Westfalen, Düsseldorf. Seine abstrakten Arbeiten reihen sich in der Tradition der Minimal Art, auf der Suche nach weiterentwickelten Regeln und Systemen für die zeitgenössische Kunst begreift er sie aber weitaus freier in der Formensprache als seine Künstlerkollegen vor ihm.
Jonathan Lasker wurde 2015 in New York zum Vollmitglied (NA) der National Academy of Design gewählt.

## Preise
- 1987 und 1989 National Endowment for the Arts Fellowship Grant
- 1989 New York Foundation for the Arts Fellowship Grant

## Werke in öffentlichen und privaten Sammlungen
- Buffalo AKG Art Museum, Buffalo, NY
- Birmingham Museum of Art, Birmingham, AL
- The British Library, London, England
- Casino Luxembourg, Forum for Contemporary Art, Luxemburg
- The Corcoran Gallery of Art, Washington, D.C.
- De Peter Stuyvesant Stichting, Amsterdam
- Eli Broad Foundation, Los Angeles, CA
- Fond National d’Art Contemporain, Paris
- Los Angeles County Museum of Art, Los Angeles, CA
- La Fondación Caja de Pensiones, Madrid
- High Museum, Atlanta, GA
- Hirshhorn Museum & Sculpture Garden, Washington, D.C.
- MIT-List Center for the Visual Arts, Cambridge, MA
- Moderna Museet, Stockholm
- Museo de Arte Contemporaneo, Sevilla
- Museum Ludwig, Köln
- New York Public Library, New York
- Wacoal Art Center, Tokio
- Whitney Museum of American Art, New York
- Wichita Art Museum, Wichita, KS
- Neue Galerie (Kassel), Kassel